# 大木ミノル
大木 ミノル（おおき ミノル、Minoru Ohki、1967年12月27日 - ）は、日本の映画監督、脚本家、映画プロデューサー。大阪府西淀川区出身。

## 人物
伯父は日本アカデミー賞最優秀照明賞受賞の中岡源権。若い頃に広告業を学んだ事もあり、撮影、デザインからコンピューター技術に至るまで長けており、特にVFXは多くの映画人が評している。特に高度なCGなども熟す事が可能な為、本来は数千万の費用が必要な特殊効果を高度な技術と自分で開発する事により百万円単位で抑える事を可能にしている。また、SFアクションから文芸作品まで幅広く手掛けるが、その研究は時々ファンの域を越える事があり、シャーロック・ホームズの舞台脚本では『日本シャーロック・ホームズ大賞 奨励賞』を受賞している。

## 来歴
- 2001年に某大手企業の課長代理を辞職。
- 2008年映像制作会社AMIエンターティメントを創設、有限会社フォワードと年一本以上のレンタルビデオ向けのオリジナル・ビデオ制作を契約。
- 2011年よりシアターセブンにて映画イベントを開催している。
- 2014年、第一回映画少年短編映画祭において『時空脱獄NINJA ジライヤ』が技術賞を授与される。
- 2014年、第一回伊賀の國忍者映画祭において『時空脱獄NINJA ジライヤ』が審査員特別賞を授与される。
- 2015年、バリ島日本芸能芸術アカデミーにおいて『時空脱獄NINJA ジライヤ』が文化交流貢献賞を授与される。
- 2015年、バリ島孤児院Yappenatimより感謝状受賞。
- 2015年、バリ島にて『時空脱獄NINJA ジライヤ』をきっかけにNINJAの日を設立。
- 2021年、舞台『シャーロック・ホームズの冒険』シリーズの功績を讃え、第43回日本シャーロック・ホームズ大賞 奨励賞を受賞している。
- 2022年、少し前に設立された大木ムービー・アカデミーを若い映画人の成長の場として活動する事を正式に発表し、任意団体となる。

## 作品

### 長編映画
- 『サイコ・イコール』（2009年）CG製作担当
- 『怪異伝承 鬼殻村』（2009年）CG製作担当
- 『腐女子 - A Wife And The Child Are Corrupt』（2009年）脚本担当
- 『心霊音THE MOVIE』（2010年）CG製作担当
- 『サンズ SUN OF THE DEAD』（2011年）CG製作担当
- 『ストレンジ・ワン・デイ 世にも奇妙な1日たち』（2012年）脚本担当
- 『最寄りの怪談』（2013年）脚本担当
- 『大阪最後の日』（2013年）監督担当
- 『大阪蛇道 Snake of Violence』（2013年）ゲスト出演
- 『恋の映画を作ろう』（2014年）監督・脚本担当
- 『時空脱獄NINJA ジライヤ』（2014年）監督・脚本・VFX担当
- 『時空脱獄NINJA ジライヤ 完全版』（2014年）監督・脚本・VFX担当
- 『ええがな』（2017年）出演
- 『力-TAROU』（2017年）監督・脚本・VFX担当
- 『烏、蟷螂』(2018年)編集担当
- 『レッドブレイド』(2018年)VFX担当
- 『警告動画15 reBONE』（2019年）ドラマ部分監督
- 『警告動画16 reBONE』（2019年）ドラマ部分監督
- 『SUPER APARTMENT WIFE』（2020年）製作総指揮
- 『不檄~男たちの生きた証~』（2022年）撮影
- 『妖怪剣客』（2023年）監督・脚本担当

### 短編映画
- 『死神おじさん』（最寄りの怪談・シリーズ）（2012年）阿脚本のみ
- 『恐怖映像』（最寄りの怪談・シリーズ）（2012年）脚本のみ
- 『蠅女』（最寄りの怪談・シリーズ）（2012年）脚本のみ
- 『夏の桜』（最寄りの怪談・シリーズ）（2012年）脚本のみ
- 『女流作家の苦悩』（大阪最後の日・シリーズ）（2013年）
- 『印刷戦線異状なし』（大阪最後の日・シリーズ）（2013年）
- 『借金チキン』（大阪最後の日・シリーズ）（2013年）
- 『取り合う二人』（大阪最後の日・シリーズ）（2013年）
- 『接触事故』（大阪最後の日・シリーズ）（2013年）
- 『大阪最後の日』（大阪最後の日・シリーズ）（2013年）
- 『時空脱獄NINJA』（2014年）第一回映画少年短編映画祭 技術賞
- 『ロボネッジときーす君 第一話』（2014年）百田ぶん平名義
- 『妖怪剣客 』（2015年）
- 『自動車工場 』（2016年）
- 『姉妹物語 』（2016年）
- 『なっちゃんの朝 』（2017年）撮影＆VFX
- 『そういうモノに』（2018年）撮影＆VFX

### 舞台
- 『隠密剣客』（2014年）映像監督
- 『今宵も映画館より愛をこめて』(2019年)　映像監督
- 『シャーロック・ホームズの冒険 緋色の研究』(2019年)　脚本・映像監督
- 『シャーロック・ホームズの冒険 ボヘミアの醜聞』(2019年)　脚本・映像監督
- 『シャーロック・ホームズの冒険 赤毛連盟』(2020年)　脚本・映像監督
- 『シャーロック・ホームズの冒険 花婿失踪事件』(2020年)　脚本・映像監督
- 『シャーロック・ホームズの冒険 まだらの紐』(2020年)　脚本・映像監督
- 『シャーロック・ホームズの冒険 唇のねじれた男』(2021年)　脚本・映像監督
- 『シャーロック・ホームズ バスカヴィル家の犬』(2021年)　脚本・映像監督
- 『シャーロック・ホームズ ギリシャ語通訳』(2022年)　脚本・映像監督
- 『魚津物語』(2022年)　脚本・映像監督

### ミュージックビデオ
- 『うち泣かへんII ／天水春伽』（2014年）
- 『トキノマキナ ／ yuria type-D』（2017年）
- 『どんなときも ／ ヲクイ鍵盤塾』（2018年）
- 『サクラサク／ 藤田さくら』（2018年）
- 『天地想造／Vress・神井花音』(2019年)
- 『Alive／NOCO』(2019年)

### 監修
- 『放送デキナイ 死ノ動画』（2016年）監修担当
- 『放送デキナイ 死ノ動画2』（2016年）監修担当
- 『放送デキナイ 死ノ動画3』（2016年）監修担当
- 『放送デキナイ 死ノ動画4』（2016年）監修担当
- 『放送デキナイ 死ノ動画5』（2016年）監修担当
- 『放送デキナイ 死ノ動画6』（2016年）監修担当
- 『狂気霊映像 ノゾキアナ』（2016年）監修担当
- 『狂気霊映像 ノゾキアナ2』（2016年）監修担当
- 『放送デキナイ 死ノ動画 ベスト』（2017年）監修担当
- 『放送デキナイ 真・死ノ動画 12』（2018年）監修担当

### TV・PV・CM
- CM『神戸リハビリテーション福祉専門学校』（2015年）監督・VFX担当
- CM『北須磨ドライビングスクール』（2016年）監督・VFX担当
- CM『神戸三宮エートー』（2018年）監督・VFX担当
- 公共事業PV『KOBEシニア元気ポイント』（2020年）監督
- TV『三都市スィーツ紀行』（2020年）演出・企画

### 怪談
- 『大木ミノルの腐怪話』シリーズ (2020年より)オーディオブックCD
- 『大木ミノルの腐怪話』シリーズ (2020年より)ダウンロード

## ラジオ・ネット配信番組
- 『大木ミノルのBarシネマズ』（エフエムひめ）
- 『奈良町わいがやTV』（KCN系列奈良ケーブルTVにて放送）
- 『はんなりおきばりわいわいラジオ』（FM GIG）
- 『徳丸新作・杉本忠宏の奈良のサムライNOW』（DEERs NARA Ustream放送）
- 『徳丸新作と芝山真知子のサタデーナイトエキスポ』（ならどっとFM 84.2MHz）
- 『IDOBATA ホラー噺』（DEERs NARA ニコニコ生放送）
- 『IDOBATA ホラー噺・笑』（AbemaTV FRESH LIVE放送）
- 『トンデモシネマTV』（AbemaTV FRESH LIVE放送）

## その他
- 『グラインド・カフェNEO』（劇場イベント）
- 『トンデモ・シネマLIVE in シアターセブン』（劇場イベント）
- 『みんなで映画をミ・ナーラ』（劇場イベント）
- 『DVDの流儀』（2012年　読売新聞）